# Johnson Bademosi
Johnson Bademosi (Washington, 23 luglio 1990) è un giocatore di football americano statunitense che milita nel ruolo di defensive tackle per i New Orleans Saints della National Football League (NFL). Fu ingaggiato dai Cleveland Browns nel 2012, dopo non essere stato scelto da nessuna squadra nel corso del Draft NFL 2012. Al college giocò a football con gli Stanford Cardinal.

## Carriera universitaria
Bademosi giocò a football per l'università di Stanford, nel ruolo di cornerback. Fece registrare il suo primo intercetto in carriera nella gara contro Washington, durante la stagione 2010. Oltre che a fare parte della squadra di football, Bademosi partecipò anche a gare di atletica leggera.

## Carriera professionistica

### Cleveland Browns
Nel maggio del 2012 Bademosi firmò con i Cleveland Browns dopo non essere stato scelto da nessuna squadra nel corso del draft. Nella sua stagione da esordiente Bademosi giocò solo sporadicamente in difesa mentre divenne un giocatore di spicco delle squadre speciali. Nelle quattro stagioni giocate con i Browns (2012-2015) fu il secondo giocatore della lega per numero di tackle effettuati in qualità di membro delle squadre speciali (61, secondo solo ai 64 totalizzati da Justin Bethel); in particolare nella stagione 2015 fu primo a pari merito nella classifica NFL dei placcaggi realizzati da giocatori degli special team.

### Detroit Lions
L'11 marzo 2016 Bademosi firmò un contratto con i Detroit Lions.

### New England Patriots
Il 2 settembre 2017 i Detroit Lions cedettero Bademosi ai New England Patriots in cambio della futura sesta scelta al draft del 2019.

## Palmarès

### Franchigia
- American Football Conference Championship: 1

New England Patriots: 2017

### Individuale
- PFWA All-Rookie Team - 2012